# Franz Hofmann (Rechtswissenschaftler, 1845)

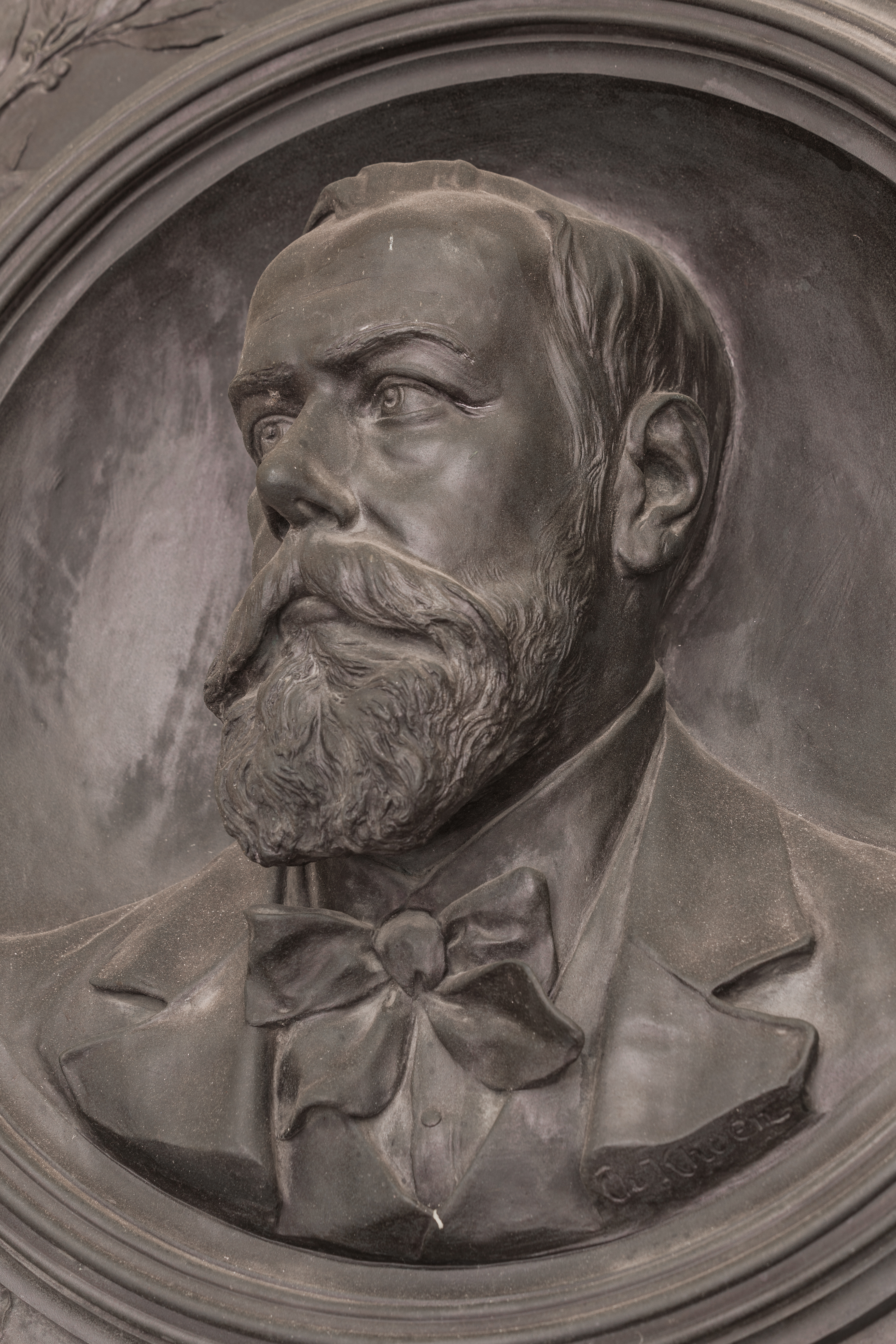
Franz Hofmann

Franz Hofmann (* 20. Juni 1845 in Zdounek/Tschechien; † 25. Oktober 1897 in Wien) war ein österreichischer Jurist, Universitätsprofessor und Mitglied der Wiener Akademie der Wissenschaften.

## Leben
Hofmann besuchte das Gymnasium in Kremsier und begann 1862 das Studium für Römisches Recht an der Universität Wien, wo er durch seine Lehrer Carl Ludwig Arndts von Arnesberg und Joseph Unger gefördert wurde. Nach seiner Promotion im Jahre 1867 hielt er sich einige Zeit in Göttingen auf und trat in nähere persönliche Beziehung zu dem Rechtsgelehrten Johann Heinrich Thöl.
Zurückgekehrt nach Wien habilitierte er sich 1868 mit einer Abhandlung über Periculum est emptoris („Die Gefahr liegt beim Käufer.“) für Römisches Recht. Hofmann verstand sich dabei nicht als Pandektist, weshalb einige Arbeiten unbemerkt blieben. 1869 wurde seine Lehrberechtigung auf österreichisches Privatrecht, sowie Handels- und Wechselrecht erweitert und 1871 erhielt er eine außerordentliche und 1877 die ordentliche Professur für österreichisches und gemeines Privatrecht, die er bis zu seinem Tod ausfüllte.
Hofmann war seit 1871 verheiratet und seit 1885 korrespondierendes und ab 1890 ordentliches Mitglied der Akademie der Wissenschaften. 1888 wurde ihm die Ehrenmitgliedschaft des Istituto di diritto Romano verliehen.
Er starb nach längerem Leiden am 25. Oktober 1897 und wurde auf dem Wiener Zentralfriedhof bestattet.
In den Arkaden der Universität Wien befindet sich ein Porträtrelief aus Bronze von Theodor Khuen, das 1903 enthüllt wurde und an Franz Hofmann erinnert.

## Mitgliedschaften
- 1885: Korrespondierendes Mitglied der Akademie der Wissenschaften
- 1888: Ehrenmitglied des Istituto di diritto Romano
- 1890: Ordentliches Mitglied der Akademie der Wissenschaften

## Veröffentlichungen (Auswahl)
- Gedichtband unter dem Pseudonym Heinrich Falkland.
- „Beiträge zur Geschichte des griechischen und römischen Rechtes“
- „Ueber den Verlobungs- und Trauring“
- „Ueber dingliche und persönliche, absolute und relative Rechte“
- „Die Entstehungsgründe der Obligation, insbesondere der Vertrag (mit Rücksicht auf Siegel’s Das Versprechen als Verpflichtungsgrund)“ (Wien, 1874)
- „Ueber das Wesen der Servituten“[1]